# یواس‌اس فنسی (ای‌ام-۲۳۴)
یواس‌اس فنسی (ای‌ام-۲۳۴) (به انگلیسی: USS Fancy (AM-234)) یک کشتی بود که طول آن ۱۸۴ فوت ۶ اینچ (۵۶٫۲۴ متر) بود. این کشتی در سال ۱۹۴۴ ساخته شد.